# Sjödalsgymnasiet
Sjödalsgymnasiet är en gymnasieskola i centrala Huddinge. Skolan grundades 1994 i Sjödalen. Sedan 2024 ligger skolan i Kvarnbergsplan, i delade lokaler med Huddingegymnasiet.
Skolan har drygt 600 elever och 80 anställda.
Skolan erbjuder följande utbildningar:
- El- och energiprogrammet
- Försäljnings- och serviceprogrammet
- VVS- och fastighetsprogrammet

Skolan erbjuder också nationellt godkända idrottsutbildningar (NIU) i friidrott och cykel. Skolan har även en lokal profil med inriktning på brottning (LIU). 
2019 utsågs Sjödalsgymnasiet till den bästa skolan i Stockholm inom Ung Företagsamhet. Rektor är Johanna Petersson tillsammans med biträdande rektor Therese Engman.

## Sjödalsgymnasiet flytt till Kvarnbergsplan år 2024
Hösten 2024 flyttade Sjödalsgymnasiet till Gymnasietorget vid Kvarnbergsplan. Tanken är att bilda ett gymnasiecampus, med tre gymnasieskolor i samma område. Idag finns nämligen både Huddingegymnasiet och Sågbäcksgymnasiet där. Bakgrunden till flytten är att Huddinge kommun behövde ta över Sjödalsgymnasiets nuvarande byggnad för att bygga ett kommunhus med tillhörande huvudbibliotek.

## Ung Företagsamhet
Ung Företagsamhet är en ideell organisation vars syfte är att få unga att driva igenom sina affärsidéer och starta företag, i form av UF-företag. Majoriteten av alla gymnasieskolor deltar i projektet, där eleverna får göra det i sitt gymnasiearbete under sitt sista skolår. 2001, 2002, 2004, 2005 och 2009 vann Sjödalsgymnasiet SM i Ung företagsamhet, en gång resulterade det även i EM-guld.
2019 utsågs Sjödalsgymnasiet till den bästa UF-skolan i Stockholmsregionen.